# Avire (Vanuatu)
Avire (auch: Avira, Ver, Vir) ist ein Ort in der Provinz Torba im Inselstaat Vanuatu. Nach dem Ort ist der Marskrater Avire benannt.

## Geographie
Der Ort liegt an der Nordküste der Insel Gaua, an der Baie Ver. Die nächstgelegenen Orte sind Masevono und Tarasag. Östlich des Ortes liegt der Flughafen Gaua Island Airport.
Im Landesinneren liegt der verlassene Ort Wangtoo.